# Tyja (Baikalsee)
Die Tyja (russisch Тыя) ist ein Zufluss des Baikalsees und damit ein solcher der Angara.
Sie fließt in Russland, Asien. Die Tyja behält bis zur Mündung in den Baikalsee den Charakter eines Wildwasserflusses und ist nicht schiffbar. Die Bezeichnung „Tyja“ kommt aus dem Ewenkischen (Sprache der Ewenken) und bedeutet: „Hund“ oder im übertragenen Sinne auch „schlechter Ort“.

## Flusslauf
- Das Quellgebiet des Flusses Tyja liegt in etwa 100 km (Luftlinie) nordnordöstlich von Sewerobaikalsk. Aus Nord-Ost fließt sie bis zum Zusammenfluss mit dem Flüsschen Goudschekit (Гоуджекит) in der Nähe der Siedlung Goudschekit ca. 20 km vor der Mündung (wo sich heiße Quellen befinden).
- Von hier aus fließt sie weiter in Richtung Norden bis zur Mündung, wobei ab Goudschekit bis Sewerobaikalsk parallel zum Flusslauf die Gleise der Baikal-Amur-Magistrale verlaufen.
- An der Mündung in den Nord-Baikal bildet die Tyja ein kleines Delta, auf dessen östlicher Seite die Stadt Sewerobaikalsk errichtet wurde.

## Einzugsgebiet
Die Tyja gehört zum Flusssystem der Angara und bildet dessen nordwestliche Grenze an der Wasserscheide zum Flusssystem der Lena.

## Flusssystem
Quellflüsse:
- mehrere namenlose Quellflüsse im Quellgebiet (nördliches Baikalgebirge)

Zuflüsse (flussabwärts betrachtet):
- Ondoko (Ондоко) – rechter Zufluss
- Uokit (Уокит) – rechter Zufluss
- Amyndakar (Амындакар) – linker Zufluss
- Njurundukan (Нюрундукан) – linker Zufluss
- Sekelikan (Секеликан) – rechter Zufluss
- Goudschekit (Гоуджекит) – rechter Zufluss
- Gorbylak (Горбылак) – rechter Zufluss

## Orte
An der Tyja befinden sich folgende Orte:
- im Quellgebiet die Dörfer Osjornij (Озерный), Zentralnij (Центральный) und Perewal (Перевал).
- Tyja (Bahnstation der Baikal-Amur-Magistrale am Zusammenfluss mit dem Flüsschen Goudschekit)
- Sewerobaikalsk (Burjatien)